# Futbol Plus Dergisi Yılın Futbol Oscarları
Futbol Plus Dergisi Yılın Futbol Oscarları [futbol plus dɛrɡizi jɯlɯn futbol oskaɾlaɾɯ] (dt.: Fußball-Oscar des Jahres der Zeitschrift Fußball Plus) ist eine alljährliche in Istanbul veranstaltete Fußball-Auszeichnung. Ausgezeichnet werden die erfolgreichsten Fußballer in der Türkei und türkische Fußballer, die im Ausland tätig sind. Die erstmals im Jahre 1999 verliehenen „Fußball-Oscars des Jahres“ werden von der ersten türkischen Fußball-Zeitschrift Futbol Plus Dergisi organisiert.

## Auszeichnungen

### Spieler des Jahres
| Platzierung | Jahr | Spieler des Jahres | Verein               | Quelle |
| ----------- | ---- | ------------------ | -------------------- | ------ |
| 10.         | 2009 | Yusuf Şimşek       | Beşiktaş Istanbul    | 0      |
| 11.         | 2010 | Arda Turan         | Galatasaray Istanbul | 0      |
| 12.         | 2011 | Alex               | Fenerbahçe Istanbul  | 0      |
| 13.         | 2012 | Selçuk İnan        | Galatasaray Istanbul | 0      |
| 14.         | 2013 | Burak Yılmaz       | Galatasaray Istanbul | 0      |

### Spieler des Jahres: Europa
| Platzierung | Jahr | Spieler des Jahres: Europa | Verein            | Quelle |
| ----------- | ---- | -------------------------- | ----------------- | ------ |
| 10.         | 2009 | Tugay Kerimoğlu            | Blackburn Rovers  | 0      |
| 11.         | 2010 | Hamit Altıntop             | FC Bayern München | 0      |
| 12.         | 2011 | Nuri Şahin                 | Borussia Dortmund | 0      |
| 13.         | 2012 | Arda Turan                 | Atlético Madrid   | 0      |
| 14.         | 2013 | Arda Turan                 | Atlético Madrid   | 0      |

### Spieler des Jahres: Sturm
| Platzierung | Jahr | Spieler des Jahres: Sturm | Verein               | Quelle |
| ----------- | ---- | ------------------------- | -------------------- | ------ |
| 10.         | 2009 | Taner Gülleri             | Kocaelispor          | 0      |
| 11.         | 2010 | Ariza Makukula            | Kayserispor          | 0      |
| 12.         | 2011 | Burak Yılmaz              | Trabzonspor          | 0      |
| 13.         | 2012 | Burak Yılmaz              | Trabzonspor          | 0      |
| 14.         | 2013 | Burak Yılmaz              | Galatasaray Istanbul | 0      |

### Spieler des Jahres: Mittelfeld
| Platzierung | Jahr | Spieler des Jahres: Mittelfeld | Verein               | Quelle |
| ----------- | ---- | ------------------------------ | -------------------- | ------ |
| 10.         | 2009 | Mehmet Topuz                   | Kayserispor          | 0      |
| 11.         | 2010 | Ozan İpek                      | Bursaspor            | 0      |
| 12.         | 2011 | Alex                           | Fenerbahçe Istanbul  | 0      |
| 13.         | 2012 | Selçuk İnan                    | Galatasaray Istanbul | 0      |
| 14.         | 2013 | Selçuk İnan                    | Galatasaray Istanbul | 0      |

### Spieler des Jahres: Abwehr
| Platzierung | Jahr | Spieler des Jahres: Abwehr | Verein               | Quelle\| |
| ----------- | ---- | -------------------------- | -------------------- | -------- |
| 10.         | 2009 | Hüseyin Çimşir             | Trabzonspor          | 0        |
| 11.         | 2010 | İbrahim Toraman            | Beşiktaş Istanbul    | 0        |
| 12.         | 2011 | Gökhan Gönül               | Fenerbahçe Istanbul  | 0        |
| 13.         | 2012 | Tomáš Ujfaluši             | Galatasaray Istanbul | 0        |
| 14.         | 2013 | Mehmet Topal               | Fenerbahçe Istanbul  | 0        |

### Spieler des Jahres: Tor
| Platzierung | Jahr | Spieler des Jahres: Tor | Verein              | Quelle |
| ----------- | ---- | ----------------------- | ------------------- | ------ |
| 10.         | 2009 | Rüştü Reçber            | Beşiktaş Istanbul   | 0      |
| 11.         | 2010 | Volkan Demirel          |                     | 0      |
| 12.         | 2011 | Onur Kıvrak             | Trabzonspor         | 0      |
| 13.         | 2012 | Volkan Demirel          | Fenerbahçe Istanbul | 0      |
| 14.         | 2013 | Onur Kıvrak             | Trabzonspor         | 0      |

### Talent des Jahres
| Platzierung | Jahr | Talent des Jahres | Verein               | Quelle |
| ----------- | ---- | ----------------- | -------------------- | ------ |
| 10.         | 2009 | Özer Hurmacı      | Ankaraspor           | 0      |
| 11.         | 2010 | Onur Kıvrak       | Trabzonspor          | 0      |
| 11.         | 2010 | Emre Çolak        | Galatasaray Istanbul | 0      |
| 12.         | 2011 | Necip Uysal       | Beşiktaş Istanbul    | 0      |
| 13.         | 2012 | Semih Kaya        | Galatasaray Istanbul | 0      |
| 14.         | 2013 | Alper Potuk       | Eskişehirspor        | 0      |

### Trainer des Jahres
| Platzierung | Jahr | Trainer des Jahres | Verein               | Quelle |
| ----------- | ---- | ------------------ | -------------------- | ------ |
| 10.         | 2009 | Bülent Uygun       | Sivasspor            | 0      |
| 11.         | 2010 | Ertuğrul Sağlam    | Bursaspor            | 0      |
| 11.         | 2010 | Şenol Güneş        | Trabzonspor          | 0      |
| 12          | 2011 | Şenol Güneş        | Trabzonspor          | 0      |
| 12          | 2011 | Aykut Kocaman      | Fenerbahçe Istanbul  | 0      |
| 13.         | 2012 | Fatih Terim        | Galatasaray Istanbul | 0      |
| 13.         | 2012 | Aykut Kocaman      | Fenerbahçe Istanbul  | 0      |
| 14.         | 2013 | Hamza Hamzaoğlu    | Akhisar Belediyespor | 0      |
| 14.         | 2013 | Yılmaz Vural       | Elazığspor           | 0      |

### Trainer des Jahres: Newcomer
| Platzierung | Jahr | Trainer des Jahres: Newcomer | Verein               | Quelle |
| ----------- | ---- | ---------------------------- | -------------------- | ------ |
| 10.         | 2009 | Abdullah Avcı                | Istanbul BB          | 0      |
| 10.         | 2009 | Ahmet Özen                   | Trabzonspor          | 0      |
| 11.         | 2010 | Ertuğrul Sağlam              | Bursaspor            | 0      |
| 12.         | 2011 | Tayfur Havutçu               | Beşiktaş Istanbul    | 0      |
| 13.         | 2012 | Bülent Korkmaz               | Kardemir Karabükspor | 0      |
| 14.         | 2013 | Robert Prosinečki            | Kayserispor          | 0      |

### Präsident des Jahres
| Platzierung | Jahr | Präsident des Jahres | Verein               | Quelle |
| ----------- | ---- | -------------------- | -------------------- | ------ |
| 10.         | 2009 | Mecnun Otyakmaz      | Sivasspor            | 0      |
| 11.         | 2010 | Göksel Gümüşdağ      | Istanbul BB          | 0      |
| 12          | 2011 | Aziz Yıldırım        | Fenerbahçe Istanbul  | 0      |
| 13          | 2012 | Ünal Aysal           | Galatasaray Istanbul | 0      |
| 13          | 2012 | İbrahim Yazıcı       | Bursaspor            | 0      |

### Fair-Play Award
| Platzierung | Jahr  | Fair-Play Award | Funktion       | Verein               | Quelle |
| ----------- | ----- | --------------- | -------------- | -------------------- | ------ |
| 11.         | 2010  | Güven Varol     | Fußballspieler | Manisaspor           | 0      |
| 12          | 2011  | Feridun Tankut  | Klub Präsident | Kardemir Karabükspor | 0      |
| 13          | 2012. | Tolga Zengin    | Fußballspieler | Trabzonspor          | 0      |
| 14.         | 2013  | Kalu Uche       | Fußballspieler | Kasımpaşa Istanbul   | 0      |